# Таллинский французский лицей
Таллинский французский лицей (эст. Tallinna Prantsuse Lütseum) — средняя общеобразовательная школа в Таллинне, Эстония. Основан в 1921 году. Ученики лицея показывают одни из самых высоких результатов на национальных экзаменах по окончании среднего образования.

## Обзор
Студенты изучают три иностранных языка: французский, русский и английский. По словам директора лицея Лаури Леези, это школа, где все знания одинаково важны.
Школа поощряет академическую посещаемость: внеклассные занятия приветствуются, но только после окончания уроков.
Учеников учат ценить разные формы искусства. Они учатся распознавать картины и художников, посещают театры, чтобы насладиться концертом или вечерним балетом. Бальные танцы преподают в рамках учебной программы физического воспитания, а также ежегодно устраивают весенний бал.
Таллинский французский лицей входит в состав Большой пятерки объединённых школ, которую иногда называют «Элитными школами в центре Таллина»: Таллинский английский колледж, Таллинская средняя научная школа, гимназия Густава Адольфа и школа № 21.

## Символика
Флаг школы имеет две стороны: одна сторона показывает флаг Франции с названием школы на французском языке, герб и девиз (Probi estote per totam vitam — веди себя достойно всю свою жизнь). Другая сторона флага аналогична, за исключением того, что французский флаг заменён эстонским флагом, а название школы написано по-эстонски.
Ученики первых 5 классов носят традиционную школьную форму — матроску, которая сравнительно редко встречается в Эстонии. На праздничные мероприятия ученики надевают костюмы с белыми воротничками, а в обычные дни — с голубыми воротничками. Все ученики школы должны носить школьную фуражку. Передняя часть кепки украшена инициалами школы, основа фуражки черного цвета, бока белые, а в верхней части — французский триколор. По данным 2013 года, стоимость формы Таллинского французского лицея составляла 223 евро, что дороже, чем в остальных школах Эстонии.

## Выпускники
Самым известным выпускником Таллинского французского лицея, вероятно, является Георг Отс, эстонский оперный и эстрадный певец, народный артист СССР (окончил среднюю школу в 1938 году). Также известными выпускниками современности является режиссёр — Танел Тоом, и музыкант — Мария Минерва.